# Павлов, Вячеслав Григорьевич
Вячеслав Григорьевич Павлов (1923—1998) — генерал-лейтенант-инженер ВС СССР (14 февраля 1978) и генерал-лейтенант ВС СССР (26 апреля 1984). Начальник Уссурийского высшего военного автомобильного командного училища в 1966—1971 годах и Рязанского высшего военного автомобильного училища в 1971—1984 годах.

## Биография

### Великая Отечественная война
Родился 25 июня 1923 года в селе Радищево (нынешний Новобурасский район, Саратовская область) в семье учителей. В 1940 году окончил 10-й класс рязанской школы № 1. В мае 1941 года поступил в Пушкинское автотехническое училище, которое окончил в ноябре в звании младшего воентехника, после окончания училища направлен в резерв Московского военного округа.
С ноября 1941 по декабрь 1942 года — командир взвода боепитания 38-го отдельного гвардейского минометного дивизиона (47-й гвардейский миномётный полк) Западного, Юго-Западного и Калининского фронтов. Техник-лейтенант с 4 декабря 1942 года, служил далее командиром взвода боепитания на Северо-Западном и 2-м Украинском фронтах до февраля 1944 года. Произведён в старшие лейтенанты 24 ноября 1943 года. С февраля 1944 по январь 1945 года — помощник командира того же дивизиона по технической части, с января 1945 по май 1946 года — помощник командира по технической части в 28-й гвардейской миномётной бригаде (9-я артиллерийская дивизия прорыва РГК 3-го Украинского фронта). Капитан (24 июля 1945 года).

### Послевоенные годы
С мая по сентябрь 1946 года — инспектор по эксплуатации автоотдела 10-й механизированной армии Южной группы войск. Позже до сентября 1947 года — слушатель Высшей офицерской автомобильной школы, позже до 23 января 1949 года — заместитель командира батальона по технической части 56-го отдельного автомобильного полка в ГСОВГ. Майор (12 мая 1950), с 26 апреля 1951 по 1 октября 1953 года — помощник начальника автомобильной службы по эксплуатации 16-го гвардейского стрелкового корпуса Прибалтийского военного округа.
С 1 октября 1953 года по 7 декабря 1958 года — слушатель Военно-транспортной академии имени Кагановича (она же Военная академия тыла и транспорта). Подполковник (3 декабря 1953 года). С 7 декабря 1958 года — начальник автотракторной службы 30-го гвардейского армейского корпуса Ленинградского военного округа. Инженер-полковник (8 января 1959 года), с 26 июля 1961 по 7 сентября 1966 года — заместитель командира по технической части 103-й гвардейской воздушно-десантной дивизии.
С 7 сентября 1966 года по 14 августа 1971 года занимал пост начальника Уссурийского высшего военного автомобильного командного училища (УВВАКУ), 19 февраля 1968 года произведён в генерал-майоры инженерно-технической службы. С 14 августа 1971 года по 13 апреля 1984 года — начальник Рязанского высшего военного автомобильного инженерного училища. 18 ноября 1971 года произведён в генерал-майоры-инженеры, 14 февраля 1978 года получил звание генерал-лейтенанта-инженера.
2 марта 1984 года уволен с военной службы по болезни. 26 апреля 1984 года произведён в генерал-лейтенанты.
Умер в 1998 году. Похоронен в Рязани.

## Награды
- Орден Красной Звезды (дважды)[2]
- Орден Отечественной войны:
  - I степени (6 апреля 1985)[3] — в ознаменование 40-летия Победы[2]
  - II степени (7 ноября 1943) — за образцовое выполнение заданий Командования на фронте в борьбе с немецкими захватчиками и проявленные при этом доблесть и мужество[4][a]
- Орден «За службу Родине в Вооруженных Силах СССР» II степени (30 апреля 1975) — за достигнутые успехи в боевой и политической подготовке, освоение новой сложной боевой техники, в связи с 30-летием Победы в Великой Отечественной войне[2]
- Медаль «За отвагу»
  - 21 декабря 1942[b] — за образцовое выполнение заданий Командования на фронте в борьбе с немецкими захватчиками и проявленные при этом доблесть и мужество[5][c]
  - 19 ноября 1951 — за долголетнюю и безупречную службу в Советской Армии[6]
- Медаль «За боевые заслуги» (5 сентября 1943)[4] — за образцовое выполнение заданий Командования на фронте в борьбе с немецкими захватчиками и проявленные при этом доблесть и мужество[6][d]
- Медаль «За оборону Москвы» (май 1944)[2]
- Медаль «За освобождение Белграда» (июнь 1945)[2]
- Медаль «За взятие Вены» (июнь 1945)[2]
- Медаль «За взятие Будапешта» (25 октября 1945 года)[7][e]
- Медаль «За победу над Германией в Великой Отечественной войне 1941—1945 гг.»[2] (10 ноября 1945)[8][9]
- Медаль «В ознаменование 100-летия со дня рождения Владимира Ильича Ленина»[1]

## Комментарии
1. ↑  Одновременно с награждением досрочно произведён в старшие лейтенанты[2]
2. ↑  Также указывается дата 28 марта 1943 года[4]
3. ↑  Другие формулировки — за личное мужество и организаторские качества[2] и за отличное выполнение заданий командования[6]; при этом представлялся к Ордену Красной Звезды[5]
4. ↑  По другой формулировке — за боевые отличия[2]
5. ↑  Награждён в соответствии с указом Верховного Совета СССР от 9 июня 1945[2]